# 2022年1月中國大陸

## 1月1日
- 因應2019冠狀病毒病本土疫情，浙江寧波北崙區啟動I級應急響應，實施臨時封閉管理[1]；寧波飛往北京和深圳的航班分別於即日及翌日起全部取消[2][3]。
- 針對中华民国總統蔡英文發表元旦談話的兩岸議題，國台辦回應稱台海局勢緊張嚴峻根源是「民進黨當局拒不承認九二共識」，批評台方「四個堅持包藏分裂國家的禍心」。[4][5]
- 就日前西安有民眾外出買食物時遭到防疫人員毆打，當地警方通報指，已將兩名防疫人員行政拘留。[6][7]
- 晚間，陝西西安市有孕婦因核酸檢測問題被拒絕入院，最終大出血並流產；西安當局1月5日宣布對孕產婦等開通綠色通道。[8][9]
- 江蘇、山東、陝西、山西、雲南等多個省份即日起上調電價，尖峰時段最大漲幅達到70%。[10]
- 恒大集團董事局主席許家印向全體員工發出新年致辭，提到集團在全國復工復產進度，稱要堅持兌現保交樓的承諾。[11]

## 1月2日
- 2019冠狀病毒病西安疫情嚴峻之際，西安雁塔區委書記王斌被免職，由該市副市長楊建強兼任。[12]
- 因應2019冠狀病毒病疫情，河南禹州全市實施封閉管理。[13]
- 山东省高级人民法院发文援引《民法典》指，由於「出軌」不屬於同居行為，故不能仅以此为由请求离婚[14]，引發爭議[15]。
- 臺灣藝人林瑞陽、張庭夫婦兩人的微博帳號及後者的抖音帳號均被發現處於禁言狀態，當中微博的禁言原因是「違反相關法律法規」。[16]
- 雲南麗江市寧蒗彝族自治縣發生5.5級地震，震源深度10公里，造成最少22人輕重傷。[17]
- 四川綿陽市江油市發生特大交通事故，造成8人死亡、19人受傷。[18]
- 恒大集團宣布在香港交易所暫時停牌，稱有待刊發一份載有內幕消息的公告。[19][20]

## 1月3日
- 因應2019冠狀病毒病疫情，河南禹州全市實施禁足令，禁止所有未經批准的車輛上路。[21][22]
- 針對西安疫情，中共陝西省委書記劉國中強調要奮力推進「社會面清零」。[23][24]
- 2022年春運火車票開始發售。[25]
- 針對日前有網友指出中國零食品牌三隻松鼠曾在2019年的廣告違法展示「少先隊員」和「紅領巾」，涉事品牌公開致歉。[26][27]
- 贵州毕节市一个工地发生山体滑坡，造成14人遇难，3人受伤。[28]
- 浙江杭州市一名高中生因造出無人自行車獲丘成桐獎的消息被當地媒體廣泛報導，惟被質疑是造假。[29]
- 江蘇南京市玄武湖公園有身穿日本動漫服裝的男子被不滿的民眾包圍，在要求下最終脫衣，引發爭議。[30][31]

## 1月4日
- 中共中央總書記習近平前往北京冬奧各場館視察。北京冬奧組委會同日針對參賽隊職員及工作人員等啟動「閉環管理」。[32][33]
- 因應疫情，中國民用航空局即日起大規模取消海外返華航班，連續數週發布航班熔斷指令，一度觸發「超級熔斷」機制。[34][35][36][37]
- 居於西安的中國獨立媒體人江雪發表封城日記《長安十日》，記錄西安封城半個月以來的見聞，引發關注。[38][39]
- 因應2019冠狀病毒病西安疫情，西安陸續有民眾被強制轉移至異地集中隔離，並出現生活困難。[40][41][42][43][44][45]
- 國家網信辦公布新規，禁止算法推薦服務提供者利用算法影響網絡輿論或規避監督管理，自3月1日起實施。[46][47]
- 健康碼「西安一碼通」上午發生故障，陝西西安全市的核酸檢測被迫暫停。[48]
- 北京市生態環境局宣布，2021年當地空氣質量首次全面達標。[49][50]
- 數字人民幣試行版應用程式在中國大陸各大應用商店上架。[51]

## 1月5日
- 西安市大數據資源管理局黨組書記、局長劉軍被指履職不力，停職受查，並由黨組成員劉鑫替任。[52]
- 因應2019冠狀病毒病本土疫情，河南鄭州市展開全員核酸檢測，不參加檢測的居民健康碼將被標記為黃碼，並將被追究法律責任。[53]
- 朝鮮正式通知中國，由於「敵對勢力陰謀煽動」和疫情大流行，朝鮮將不會派出官員和運動員出席北京冬奧。[54]
- 市場監管總局公布13則行政處罰決定，涉及阿里巴巴、騰訊、嗶哩嗶哩，每案處罰金額均爲50萬元。[55][56]
- 中國郵政發行虎年郵票1套2枚，分別命名「國運昌隆」及「虎蘊吉祥」，惟郵票中的老虎因「滿臉愁容」引發外界爭議。[57][58]
- 受物價上漲等因素影響，連日來中國多家奶茶品牌宣布產品漲價，包括香飄飄及茶顏悅色。[59]
- 中國駐大阪總領事館公布指，月前招募日本民眾前往新疆旅遊已收到逾千人報名，並決定拒絕安排日本媒體同行。[60][61]
- 中國政府公布，美國零售商沃爾瑪（Walmart）月前因涉嫌違反中國網絡安全法而受到公安部門警告。[62][63]

## 1月6日
- 針對陕西西安发生多起医院拒诊无法就医事件，陕西省委书记刘国中、国务院副总理孙春兰分别作出批示，要求医院要能开尽开，第一时间救治透析患者、孕产妇，不能以任何借口推诿拒收群众就医。[64][65]
- 因應月初西安一名孕婦因核酸檢測問題被拒絕入院導致流產事件引發強烈爭議，西安衛健委公開致歉，並通報追責情況。[66][67]
- 西安市作家協會主席吳克敬日前撰文批評當地一名正值生理期的女子向防疫人員哭求衛生巾是「矯情」，引發爭議，吳克敬呼籲外界停止抱怨、互相理解。[68]
- 中國僑聯一名副處長因日前在網上發布《西安百姓的悲哀》一文被指「傳播謠言」，被通報免除職務。[69][70]
- 國家發展改革委等14個部門發布關於2022年春運工作的意見，要求堅決防止「一刀切」和「層層加碼」。[71]
- 北京市廣播電視局要求全面叫停偶像養成類網絡綜藝、「耽改」題材網絡影視劇。[72]
- 國家版權局約談多家數字音樂相關企業，強調除特殊情況外不得簽署獨家版權協議。[73][74]
- 針對外媒報導指中國大規模囤積糧食推高全球糧食價格，中國官媒《經濟日報》發文駁斥，稱中國「不背這個鍋」。[75][76][77]
- 安徽滁州市瑯琊區警方通報指，該局一名民警被妻子線上舉報其涉嫌違法違紀，當地紀委監委介入調查。[78]
- 湖南長沙市天心區法院就一名8歲孩童撫養權判決，發出全國首份《家庭教育令》。[79]

## 1月7日
- 就西安疫情中出现民众看病难、医疗供需矛盾等问题，西安市卫健委向全市人民致歉，表示深感愧疚。[80]
- 重庆市武隆区一所街道辦食堂发生爆炸并坍塌，造成16人死亡、10人受伤，国务院安委会对事故查处实行挂牌督办。[81][82]
- 中共中央總書記兼國家主席習近平向哈薩克斯坦總統卡西姆若馬爾特·托卡耶夫致口信，對該國鎮壓行動作出積極評價，稱中方願意盡力提供必要支持。[83][84]
- 廣東深圳市新增2例2019冠狀病毒病本土病例，羅湖區及龍崗區展開全員核酸檢測，深圳當局呼籲民眾非必要不出城、不出省。[85]
- 新疆官方公布指，陳全國等多名自治區黨委原領導已被調離新疆。[86]
- 就朝鮮日前宣布不派官員和運動員出席北京冬奧，中國外交部表示充分理解。[87]
- 陝西西安零售企業「西安盒馬」因不規範行爲被當地市場監管局通報立案查處，引發輿論一面倒聲援該企業。[88][89]
- 曾因違反證券法規入獄的內地企業家顧雛軍被廣東省高等法院裁定上訴得直，獲國家賠款43萬元。[90]

## 1月8日
- 西藏自治區政府副主席張永澤因涉嫌嚴重違紀違法，接受紀律審查和監察調查。[91][92]
- 青海海北州门源县发生6.9级地震，蘭新高鐵因損毀嚴重被迫停運，當地啟動重大地震災害二級應急響應。[93][94]
- 引發熱議的西安封城日記《長安十日》在中國大陸被全網下架；前《環球時報》總編胡錫進支持該文作者的評論同日被刪除。[95]
- 疫情加劇之際，河南省多地高速公路對來自鄭州、洛陽、許昌等地的物流車輛一律勸返，引發爭議。[96]
- 教培機構新東方創始人俞敏洪發表2021年終總結指出，受政策、疫情等因素影響，公司營收下跌八成，共辭退員工約6萬人。[97]
- 湖南衡陽市一家醫養中心發生火災，造成最少5人死亡、9人受傷[98]。經查是由用電所致[99]。
- 中國人壽保險黨委書記、董事長王濱涉嫌嚴重違紀違法，接受紀律審查和監察調查。[100]

## 1月9日
- 因應疫情惡化，北京市政府呼籲市民留在北京過年，非必要不離開北京。[101][102]
- 天津市出現涉及Omicron毒株的本土傳播鏈且源頭不明，是中國大陸首例，同日上午全市展開核酸檢測[103][104][105]，當地出現搶購潮[106][107][108]。
- 因應疫情，河南安陽市全市所有公交營運線路上午9時起停運。[109]
- 中共中央總書記、中央軍委主席習近平任命武警部隊副參謀長、前新疆武警總隊參謀長彭京堂少將為解放軍駐港部隊司令員。[110][111]
- 北京市公安部交通管理局發布出行提示，呼籲民眾一旦與北京冬奧專用車輛發生交通事故，避免與車內人員接觸。[112]
- 山东泰山在2021年中国足协杯决赛中1-0击败上海海港，夺得冠军，队史第三次加冕“双冠王”。[113]

## 1月10日
- 天津市的Omicron毒株本土疫情蔓延至河南省[114]，安陽全市實施禁足令與禁車令[115]。
- 2016年江歌案民事部分在山東青岛城阳区法院一審宣判，被告劉暖曦（原名劉鑫）被判賠償江歌母親江秋蓮69.6萬元。[116]
- 河南檢驗中心「鄭州金域」負責人因涉嫌違規行爲導致疫情傳播風險被許昌市警方刑事拘留並立案調查，引發爭議，該公司股價大跌。[117][118]
- 澎湃新聞透露，恒大集團已於2021年12月撤出深圳總部大樓，將總部搬回廣州。[119]
- 中國經濟學家任澤平發表報告指，透過出台2萬億鼓勵生育基金可有效解決中國人口問題[120][121]，他的微博帳號其後被禁言[122]。
- 中紀委公布2021年2月的一宗職務犯罪案，揭露湖南衡南縣人社局有官員與地方勾結，套取並貪污養老金1700多萬。[123][124]
- 就部分涉及藝人仝卓高考舞弊事件的山西臨汾市教育局人員日前被提起公訴，仝卓回應稱是當局「對他的高考進行舞弊」。[125][126][127]
- 中國維權人士郭飛雄的妻子張青在美國病逝，此後郭飛雄被中國當局正式逮捕，無法赴美處理張青後事和照顧兒女。[128][129][130][131][132]

## 1月11日
- 歐洲國家瑞典宣布不派遣任何政府代表參加北京冬奧，表示是受疫情影響，而非外交杯葛。[133][134]
- 北京冬奧組委會表示，目前疫情總體可控，無須封城，但將保留防疫政策的調整空間。[135][136]
- 國家廣電總局公告指，自2021年10月展開短視頻專項治理，已清理38萬餘個違規賬號及102萬餘條涉及「偽正能量」「低級紅、高級黑」的短視頻節目。[137][138]
- 上海市一家醫院以患有乙型流感爲由拒診一名懷孕39週的孕婦，上海衛健委翌日回應諮詢指，當地沒有相關管控條例。[139]
- 河南鄭州市一名民警曾以「烤全羊」方式刑訊逼供導致嫌犯頭部受傷，但檢察部門決定不起訴，引發爭議。[140][141]
- 湖南懷化市一棟居民樓發生火災，造成5人死亡、1人受傷。[142]
- 安徽蚌埠市一家洗車店發生窒息事故，造成3人死亡。[143]

## 1月12日
- 因應疫情外溢，自2021年12月23日以來離開天津市的師生共34.5萬人被安排強制檢測；天津地方兩會同日宣布延期召開。[144][145]
- 天津市Omicron本土疫情外擴至遼寧大連市，由於個人信息洩露，有感染學生自天津返回大連後受到網絡暴力。[146]
- 河南安陽市通報指，當地多名公職人員以及61家單位因防疫不力而遭到處分或問責。[147]
- 西安市監察部門通報3起防疫工作中的典型問題，包括推諉塞責、未發放物資、核酸檢測漏檢等，當事人收到黨內警告處分等。[148][149]
- 就日前荷蘭及比利時奧委會都呼籲前往北京冬奧的運動員不要攜帶個人手機或電腦，以免被網絡監控竊密，中方駐兩國使館均予以否認。[150][151][152]
- 中國消費者協會點名批評美國連鎖快餐店肯德基日前推出的盲盒套餐是誘導消費者不理性消費，呼籲民眾抵制。[153][154]
- 零時27分，中國電信發生網絡設備故障，導致全國多地斷網，於0時51分恢復正常。[155]
- 四川甘孜州丹巴縣一座水電站因閥門爆裂導致透水事故，造成11人被困，當中9人遇難。[156][157]

## 1月13日
- 上海市出現2019冠狀病毒病本土疫情，靜安區一家奶茶店被列為中風險地區，上海翌日宣布暫停跨省團隊旅遊及「機票+酒店」業務。[158][159]
- 中國最高檢公布指，吉林檢察機關已於近日對孫力軍案提起公訴，指他涉嫌受賄、操縱證券市場、非法持有槍支。[160]
- 陝西西安市兩家醫院因在西安封城期間拒診民眾延誤救治，被當地衛健委勒令停業整頓3個月[161]，兩家醫院同日道歉[162]。
- 廣東中山市出現2019冠狀病毒病本土疫情，全市展開核酸檢測，當地坦洲鎮實施全面道路管控，要求「只進不出」。[163][164]
- 安徽蚌埠市公布報告顯示，蚌埠市2021年GDP增速為0；安徽省委書記17日在安徽兩會指，蚌埠已到「退無可退、背水一戰」的當口。[165]
- 武漢兒童醫院一名醫生被患者持刀砍傷，嫌犯被刑事拘留。[166]
- 「青花椒」商標侵權案在四川省高級人民法院二審宣判，撤銷一審判決，駁回原告全部訴訟請求。[167]

## 1月14日
- 歐洲國家丹麥與荷蘭分別宣布外交抵制北京冬奧，原因是關注中國人權情況。[168]
- 中國外交部敦促各國在北京冬奧期間遵守奧林匹克休戰協議，努力促進和平。[169][170]
- 廣東珠海市發現Omicron本土疫情，即日起珠海往北京的航班全部取消，當局呼籲民眾非必要不出城、不出省。[171][172]
- 廣西自治區政府副主席劉宏武因涉嫌嚴重違紀違法，接受紀律審查和監察調查。[173]
- 針對山東濟南市南部山區日前被曝有數千棟別墅長年侵佔生態保護區，當局介入調查並開始拆除行動。[174][175]
- 網購平台小紅書因違反未成年人保護法，被上海市黃浦區文化和旅遊局罰款30萬元。[176]
- 網購平台拼多多因早前一項「砍價」活動被指使用虛假數據隱瞞規則構成欺詐，引發廣泛爭議。[177]
- 內地媒體揭露，茅台酒銷售公司總經理曾祥彬已於2021年12月7日墜亡，享年49歲。[178]
- 中建二局位於廣州市黃埔區的項目有農民工公開討薪，受到上司威脅，威脅者17日被開除。[179][180][181]

## 1月15日
- 北京市海淀區出現2019冠狀病毒病Omicron毒株本土確診病例，感染源不明，至少17地實施管控措施。[182][183]
- 中共中央紀委與中央廣電總台聯合製作的反腐專題片《零容忍》第一集首播，揭露公安部原副部長孫力軍政治團伙案細節。[184][185]
- 中國通訊軟件微信iOS版新增「語音暫停」功能，引發關注。[186]
- 一艘中國大陸漁船晚間駛至澎湖花嶼海域捕魚，被臺灣海巡署以越界拒檢爲由強制截停，當局登船扣押14名船員並海拋全部漁獲。[187]
- 遼寧瀋陽市年前發生的爆炸事故調查結果公布，指出是違規施工致燃氣洩漏並爆炸，報告建議將多人移送司法機關。[188][189]
- 中央廣播電視總台發布2022年中央廣播電視總台春節聯歡晚會主視覺形象。[190]
- 經四川省人大常委會表決通過，五糧液集團董事長李曙光出任四川省人大經濟委副主任。[191]
- 京昆高速公路四川段發生追撞事故，一輛油罐車被撞後起火，造成2人死亡。[192]

## 1月16日
- 因應2019冠狀病毒病本土疫情，北京市宣布調整出入城政策，要求抵京民眾72小時內進行一次核酸檢測。[193]
- 國家郵政局發出通知，要求嚴防境外疫情通過寄遞渠道輸入。[194]
- 廣東深圳市出現感染源不明的Omicron本土疫情，與天津、上海、珠海和北京等地的Omicron病例均不在同一傳播鏈。[195]
- 重慶市地方兩會上午召開，據報重慶市政協主席王炯在主席台進行工作報告期間暈倒，全場譁然。[196]
- 安徽淮北市發生重大交通事故，造成4人當場死亡。[197]

## 1月17日
- 國家統計局公布2021年數據，中國GDP按年增長8.1%，兩年平均增長5.1%，最新季度放緩至4%[198][199]；生育率創歷史新低，人口淨增長率則創60年來新低[200][201]。
- 北京冬奧組委宣布調整2022年北京冬奧會觀眾政策，確定不會公開銷售門票，改爲「定向組織觀眾」現場觀賽。[202]
- 中共中央總書記兼國家主席習近平在北京以視像方式出席達沃斯世界經濟論壇，並發表開幕致辭。[203]
- 中國官辦「世界的冬奧」主題下午茶活動舉行，內地退役籃球員姚明出席活動，稱自己月前曾與網球員彭帥會面並且「愉快交談」。[204]
- 2022年春運開始，爲期40天，各地車站實施嚴格防疫措施。[205]
- 騰訊遊戲公布未成年人在寒假及春節假期的網絡遊戲時間限制，合共最多14小時，另有2日為禁玩日。[206][207]
- 中國一家投資機構報告指出，截至2020年，中國獨居人口達到9200萬，離婚人數在35年內增加10倍。[208][209]
- 貴州省政協原黨組書記、主席王富玉受賄案一審宣判，以受賄罪判處死刑，緩期2年執行。[210]
- 中國外交部證實，中國與朝鮮的鐵路口岸貨運已經重啟。[211][212]
- 澎湃新聞披露，兩名網民因在網上對「文科考研網」留下負面評價而被該網站起訴，日前一審被判名譽權侵權。[213]

## 1月18日
- 北京市海淀區的Omicron本土疫情再有確診，朝陽區同日出現Delta本土疫情[214]；廣東深圳市再度發現感染源不明的Omicron本土病例[215]。
- 習近平經濟思想研究中心在北京正式掛牌營運。[216]
- 北京冬奧全員必須使用的應用程序「冬奧通」被加拿大網絡安全部門指出存在嚴重安全漏洞，北京冬奧組委否認。[217][218][219][220]
- 陝西西安市沒有新增2019冠狀病毒病本土確診，是該輪疫情持續40天後首次。[221]
- 就山東日照市日前有男醫生疑似在網上直播婦科手術片段，警方抓獲涉事醫生並立案調查。[222]
- 重慶市地鐵環線鵝公岩軌道大橋有螺桿斷裂，涉事路段暫停運營。[223]

## 1月19日
- 北京市的2019冠狀病毒病本土疫情已擴散至海淀、朝陽、房山和豐台，當局稱疫情防控形勢嚴峻複雜。[224]
- 一名為了尋子從山東到北京打工的染疫男子被公布足跡，其生活艱辛引發廣泛關注，他指控山東威海市公安局在尋找失蹤人口上推諉卸責，當局展開核查。[225][226]
- 河南安陽市因應疫情嚴峻，宣布即日起「晚七點後實行宵禁」，引發輿論爭議，當局同日修改字眼爲「晚七點後管控再升級」。[227][228]
- 連鎖超市錢大媽宣布將調整北京區域的門店，原因是北京屋租高企導致經營困難[229]；錢大媽所有北京門店已於近期暫停營業[230]。
- 能源企業中國石油被指多年來倒賣過億噸進口原油予過百家地煉企業，被國務院聯合調查組嚴肅調查處理。[231]
- 中國外交部表示熱烈歡迎波蘭總統出席北京冬奧開幕式。[232]
- 被徵用為隔離營的天津財經大學珠江學院宿舍因被指粗暴搬運學生物品，學院公開道歉。[233]
- 浙江衢州市有民眾被指前往中風險地區後刻意隱瞞行蹤，被警方行政拘留。[234]
- 陝西咸陽市彬州市警方宣布撤銷當地日前一起「涉疫謠言案」的行政處罰。[235]
- 遼寧大連市有居民樓發生火災，造成2人遇難，另有2人墜亡。[236]

## 1月20日
- 國家衛健委召開年內首場發布會，表示中國生育率下降是由婚育觀念轉變、成本偏高、疫情衝擊等多重因素導致，又稱「人口紅利機會窗口期」即將關閉。[237][238]
- 歐洲議會通過《關於香港侵犯基本自由》決議案，呼籲制裁相關官員並抵制北京冬奧[239]，外交部駐港公署翌日回應表示強烈不滿和堅決反對[240]。
- 上海市第十五屆人民代表大會第六次會議在上海世博中心舉行。[241]
- 河南省生殖醫院發布微博帖文，被指「讚揚大英帝國」，帳號隨後被禁言，涉事醫院同日致歉。[242][243]
- 斯洛文尼亞-中國商業委員會表示，該國總統日前向台灣示好後，中國合作夥伴已終止合同並退出投資協議。[244][245]
- 就陝西西安市近日有公司高層對妻子實施家庭暴力，施暴男子被公司停職，當地警方立案調查。[246]
- 中國教培機構學而思被指開辦培訓班違反「雙減政策」要求，被責令停止所有培訓行為，限期整改。[247]
- 江蘇南通市有動物園酒店被曝開設老虎觀賞房，引發熱議，當地政府介入調查。[248][249]

## 1月21日
- 國務院調查組公布2021年7月河南水災調查報告，認定鄭州市及有關區縣（市）黨委、政府存在失職瀆職行為，均負有責任；[250]；國務院調查組回應記者提問時指，鄭州當局刻意阻礙、隱瞞不報因災死亡失蹤人數共139人[251]。
- 就河南水災調查結果，河南警方立案偵查並逮捕8名涉嫌違法的企業人員，當地紀檢監察機關則嚴肅問責89名公職人員[252]；中共鄭州市委書記徐立毅同日被河南省委常委會免除職務。[253][254]
- 北京市的疫情持續，當局稱疫情呈多點散發態勢、形勢嚴峻複雜，強調要全方位嚴防死守。[255][256]
- 河南周口市鄲城縣縣長日前宣稱「惡意返鄉」者一律先隔離後拘留，引發廣泛爭議，中國官媒亦發文批評。[257][258][259]
- 中共中央總書記、中央軍委主席習近平向7位晉升上將軍銜警銜的軍官警官頒發命令狀。[260]
- 吉林省應急管理廳原黨組書記、廳長霍云成，因受賄罪被判處有期徒刑11年。[261]
- 人力資源社會保障部宣布已會同多個部門對阿里巴巴、騰訊、美團、滴滴等11家平台企業展開行政指導。[262]
- 山東日照市警方證實當地日前有男醫生在網上直播婦科手術片段，涉事醫生已被刑事拘留並革職，11名責任人被追責[263]。
- 山東威海市警方就20日曝出的赴京打工尋子事件通報指，當局於2020年8月尋獲的遺體已確認是當事者的兒子。[264]
- 西安市網絡舉報中心澄清，有關當地「將於1月25日全面解封」的消息純屬謠言。[265][266]

## 1月22日
- 針對美國21日宣布暫停部分赴華航班以作爲對等回應[267][268]，中國駐美大使館批評此舉「非常不合理」[269]。
- 上海地鐵發生嚴重事故，有乘客在祁安路站被月台閘門夾住，並被無人駕駛列車拖行致死。[270][271]
- 早前在深圳街頭流浪的破產董事長姜元陳在公益組織幫助下，返回山東並被其子女接回。[272][273]
- 四川省委任命元方出任中共資陽市委委員、常委、書記，蔣天寶不再擔任該職務，另有任用。[274]
- 中國社交平台微博宣布對21個帳號實施禁言，原因是「攻擊藝人、晚會、媒體，蓄意破壞溫暖祥和的春節氛圍」。[275][276]
- 美國電影《搏擊俱樂部》在中國影音平台騰訊視頻上架的版本被刪改結局，引發中國民眾爭議。[277][278][279]
- 福建省代省長趙龍在福建省人大會議報告時指，與金門、馬祖通電專案福建側工程已經開工建設。[280]

## 1月23日
- 北京冬奧會各場館即日起實施「大閉環」管理[281]，同日72名涉奧人員確診COVID-19[282]。
- 因應疫情，北京市豐台區展開全民核酸檢測，朝陽區多個街道同日亦展開核酸檢測。[283]
- 早前一度被送進精神病院的湖南教師李田田在個人微信公眾號宣布離開家鄉湘西，隨後她的賬號被封禁。[284][285]

## 1月24日
- 因應出現COVID-19本土疫情，上海市奉賢區一個社區被列爲中風險地區[286]；北京疫情持續，豐台區兩地調整為中風險地區[287]。
- 一名來自河北邢台的少年日前成功尋親後因住房問題遭「二次遺棄」，凌晨留下遺書稱自己被網暴，隨後在三亞服藥輕生。[288][289]
- 針對澳洲總理莫里森的Wechat賬號約半年前無故被一家福建科技公司接管，中國外交部回應稱無意干涉他國内政。[290][291][292]
- 恆大集團深夜發表聲明，懇請境外債權人給予更多時間、避免採取任何激進的法律行動，以免對穩定局面造成衝擊。[293][294]
- 原中國銀行業監督管理委員會黨委委員、副主席蔡鄂生因嚴重違紀違法，被開除黨籍。[295]
- 中國公安部肅清孫力軍政治團伙流毒影響專項工作領導小組成立。[296]
- 山東青島膠東機場發生嚴重事故，一名機務工程人員被拖移中的客機碾壓致死。[297]
- 公安部發布2021年中國姓名報告，其中的「新生兒姓名用字情況」引起關注。[298]

## 1月25日
- 因應疫情嚴峻，北京西城劃定2處封控區及1處管控區。[299]
- 黑龍江省委政法委原副書記、一級巡視員何健民因嚴重違紀違法，已被開除黨籍和公職。[300]
- 中華人民共和國在2021年度《全球清廉指數》中得分45/100，在180個國家中排名第66。[301][302]
- 中宣部、廣電總局印發意見稿，強調播音員主持人要培養政治素質和建設職業道德，包括淨化「朋友圈」。[303][304]
- 科技企業騰訊有員工在公司群組內公開質疑上級趕進度導致過度加班，有關項目負責人回應指將會儘快整改。[305][306]
- 國家互聯網信息辦公室展開春節網絡環境整治行動，為期1個月。[307][308]
- 許國利故意殺人案在浙江省高級人民法院二審，被告人許國利要求改判無罪。[309]

## 1月26日
- 美國駐華大使館正式向美國國務院提出撤離請求，以應對中國可能過嚴的防疫措施[310]，中國外交部同日表示嚴重關切和不滿[311]。
- 前中共浙江省委常委、杭州市委書記周江勇因嚴重違紀違法，已被開除黨籍和公職。[312]
- 前國家開發銀行黨委委員、副行長何興祥因嚴重違紀違法，已被開除黨籍和公職。[313]
- 國家發改委、商務部印發意見稿，針對深圳在科技、金融等六大領域放寬市場准入限制。[314][315]
- 法新社揭露，多名中國維權人士、學者、記者的微信帳號在近幾週受到不同程度的限制。[316][317]
- 河南焦作市證實，當地一個恆大集團的地產項目已經爛尾，已收回1200餘畝閒置土地。[318]

## 1月27日
- 北京疫情持續外擴，河北、山西、山東、遼寧等多地先後調整自北京返鄉的防疫政策[319]，有離京返鄉民眾被要求強制隔離近一個月[320]。
- 北京冬奧會中國體育代表團成立，共387人，是中國體育代表團史上參賽規模最大的一屆冬奧會。[321]